# 観葉植物

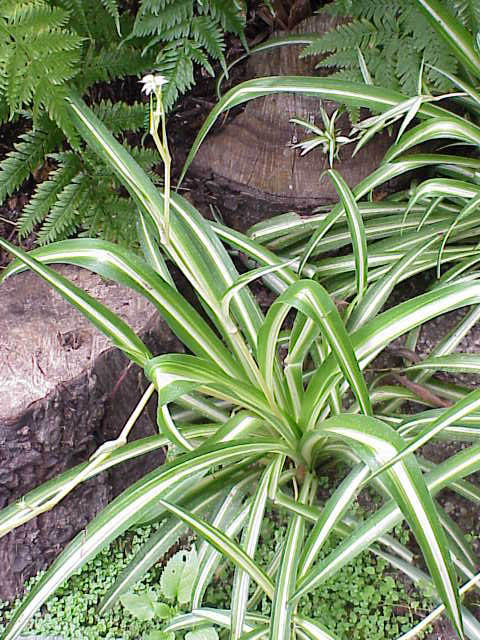
オリヅルラン Chlorophytum comosum

観葉植物（かんようしょくぶつ、英:ornamental foliage plant）は、葉の色や形が美しくそれを観賞するために育てられる植物。

## 概要
観葉植物は観賞植物の一種であり、その多くは熱帯・亜熱帯原産の植物である。ただし、日本に自生する一部の温帯産植物も和物観葉植物として扱われている。
観葉植物は一般的に鉢物である。主に屋内において、家庭などのほか、ホテルのロビーや美容室、飲食店などの店舗、オフィスなどに置かれる。花屋、ホームセンターなどで入手可能である。また、商業目的で使用する場合は、リースする方法もある。
サボテンなど多肉植物も花卉より観葉寄りの存在だが、これらの大部分は日照不足に弱く戸外ないし温室等での栽培を必要とし、主に屋内栽培向けに発展した観葉植物とは取り扱いにも大きな差があることから別ジャンルとされる。サンセベリアは形態は多肉質だが、強光に弱い性状から主に観葉植物とされる。

## 観葉植物の歴史
古代において一年中緑を保つ植物は長寿や繁栄のシンボルとされ、実際に庭園に植栽されることも多かった。また、温帯地域でもいわゆる照葉樹林帯や硬葉樹林帯には葉の美しい植物が多く、古くから観賞の対象にされた。後者に位置する古代ギリシャではアカンサスなどの葉の美しさを愛でて栽培した。また前者に位置する日本でもサカキなどが宗教的に重要視され、江戸時代には、カエデのような樹木からオモトやカンアオイ、マンリョウなど低木、草本に至るまで葉の美しい植物を観賞することが盛んになり、多くの変異が集められた。それらは古典園芸植物といわれる。1799年にはすでにオモトの番付が出版されている。珍奇な品種には高価で取引されるものもあった。1827年には世界で初めての、葉変わり植物の専門書である「草木奇品家雅見(そうもくきひんかがみ)」が、次いで1829年には草木錦葉集が出版されている。もとより一般的な家庭でも軒にシノブを吊るしたりして緑の葉を楽しむなど、観葉文化は日本の都市に日常的に存在していたし、ハボタンはヨーロッパのキャベツが江戸時代の日本で観葉用に改良されたものである。
一方ヨーロッパでは大航海時代以降、世界を侵略、各地から植物も集められた。その中には熱帯産の植物も多く、葉の美しいものも温室の発達と共に栽培されるようになる。19世紀には産業革命の進展によりガラスや鉄材の大量生産が可能になることで温室が普及しはじめ、一方でプラント・ハンター達により厖大な種類の植物がもたらされ、熱帯産植物や高山植物の栽培が広まった。また一般の建築もガラスの多用により明るくなり、室内に長期間植物を置ける環境が整った。特にヴィクトリア朝のロンドンではスモッグのため都市環境が悪化し、室内に植物を置いて栽培する機運が高まった。この時はシダが特に愛好された。また幕末から明治維新にかけての頃の日本から、いくつかの葉もの園芸植物がもたらされ、観葉文化に拍車をかけたものと思われる。19世紀のフランスでは、カラジウムやゼラニウムの葉の変化に注目して育種が始まった。これが西欧園芸における葉もの育種の始まりであると思われる。以後、主として室内において熱帯、亜熱帯産の葉の美しい植物を栽培することが盛んになり、こんにちに至っている。

## 観葉植物の管理
観葉植物の生育に適する温度は原産地や自生状況など植物の種類によって異なるほか、光、水、肥料などの個々の生育状況によっても異なる。一般には日本の冬の気温は観葉植物の生育には低すぎるため加温や保温が必要である。湿度は70% - 80%程度が好ましいとされているが乾燥に強い種類もある。
日光に関しても耐陰性の強い観葉植物と耐陰性の弱い植物があるが多くは半日陰を好む。
病害虫として、害虫では、カイガラムシ、アブラムシ、ハダニなどが発生することがあるため防除する必要がある。また褐斑病や炭そ病などにかかりやすいため予防が必要である。

## 代表的な観葉植物
アイビー（ウコギ科）
ツタ状に伸びる。緑色と斑の入った種類がある。ヘデラとも呼ばれる。
アジアンタム（イノモトソウ科）
イチョウの葉のような形の葉が多く出る。南日本の各地で野生化している。やや乾燥に弱い。
アレカヤシ（ヤシ科）
マダガスカル原産。大きな葉を出すので、ホテルのロビーなどによく置かれる。
インドゴム（クワ科）
インド・アッサム地方原産。厚くて丸い葉がよく知られている。やや乾燥に弱い。
オリヅルラン（キジカクシ科）
南アフリカ原産。ランナーを出しながら増え、子株のまわりに白い花が咲く。植物自体はかなり丈夫だが、乾燥するとすぐに葉先が枯れはじめるので、こまめな手入れが必要である。
サンセベリア（リュウゼツラン科）
本来はチトセラン属のラテン名Sansevieriaであるが、通常は学名Sansevieria trifasciataをいう。この植物はアフリカの乾燥地帯原産。和名はチトセラン。縞模様に斑が入った長い葉が次々にのびる品種がポピュラーで、これを「トラノオ」ということがある。乾燥にも日光不足にも強い。サンスベリアともいう。
シェフレラ（ウコギ科）
中国南部から台湾原産。「ホンコンカポック」という名前でよく知られ、店先や庭先などに多い観葉植物である。非常に丈夫で、南日本では外に植えても冬を越す。
スパティフィラム（サトイモ科）
中米原産。濃い緑色でつやのある葉、黄色の花、白い仏炎苞が特徴である。乾燥するとすぐに葉がしおれる。日光に当てると葉焼けしやすい。
ドラセナ（リュウゼツラン科）
アフリカ、アジア、アメリカに広く分布し、「リュウケツジュ」「アオワーネッキー」「幸福の木」など種類も多い。乾燥地帯の植物が多く、少々水やりをしなくても枯死しない。ドラセナの種類の中で、ドラセナ・サンデリアーナは「万年竹」、「ミリオンバンブー」とも呼ばれ挿し木を水にさすだけで根が出るため、非常に育てやすい。しかし寒さには弱い。
ネオレゲリア（パイナップル科）
ブラジル原産。茎を中心にして長い葉が放射状に広がる。中心部にたまった水を吸収することができるため、水やりの際は土だけでなく茎の中心部にも水をやる方がよい。「フランドリア」「トリコロール（トリカラー）」などの品種がある。
パキラ（パンヤ科）
中米原産で、「カイエンナッツ」ともいう。葉が輪になって生える。わりと丈夫だがすぐに背が高くなるので、小さな鉢植えは倒さないよう注意する必要がある。
ベンジャミン（クワ科）
東南アジア原産で、イチジクやインドゴムと近縁。白い樹皮に小さなつやのある葉が特徴。すっきりした外見が好まれるが、乾燥や日光不足に陥るとすぐに葉を落とす。
ポトス（サトイモ科）
ハート型の葉が美しい最もポピュラーな観葉植物のひとつ。ライム色や緑色、緑色に白い斑入りの種類がある。ツル状に成長するため支えとなるヘゴ棒などで誘引するほか、吊り鉢にすることも多い。各葉の付け根に根を持ってるため、2～3節くらいに切り分け水挿しにすると一ヶ月ほどで発根し新芽が出る。これを植えることで繁殖が可能。耐暗性、耐冷性も強く生命力はある。
モンステラ（サトイモ科）
中米原産。ツル植物で、大きな葉に穴や切れ目が入るため、怪物（モンスター）のようだとしてこの名がある。
レックスベゴニア（シュウカイドウ科）
ヒマラヤ山麓～東南アジア原産のBegonia rexを基にして他種との交配により出来上がった品種群の総称。一般に出回っているのはこの交配種である。花はあまり他のベゴニアと比べ注目されることは少ないが、比較的ベゴニアとしては珍しい黄色のものもある。
もちろん葉はそれ以上に目を引き、色は赤、黒、銀、緑などがいろんな組み合わせで一枚の葉の上に現れ、形も一般的な不対称のハート型から、巻貝のように渦を巻いたものや、葉柄の先で数枚の葉に分かれ、椰子を思わせるものがある。

## 観葉植物の楽しみ方

### 鉢植え
一般的な園芸植物と同じように、植木鉢に植えて楽しむ。単種をひとつの鉢に植える場合もあるが、複数種をひとつの鉢に「寄せ植え」にするケースもある。

### ハイドロカルチャー
発泡煉石（ハイドロボール）、木炭、汚れにくい衛生的な人工の土・砂礫、シリコンボール等を使用した水耕栽培。鉢植え、テラリウムなどスタイルは様々である。泥で汚れることもなく、虫も付きにくいため、室内でも気軽に楽しめる。そのため、近年、人気があるスタイルである。

### テラリウム
テラリウムとは、主にガラスの容器などに植物を入れて楽しむ方法。植物以外に小動物を入れる場合もある。単種よりも、複数種の寄せ植えで自然の景観を真似る場合が多い。

### アクアテラリウム
アクアリウムとテラリウムの合成語で水辺の環境を模した設備。「水辺」を「人工光源」で再現することが多いため、湿気に強く耐陰性の強い種がよく使われる。